# كلارنس سوانسون
كلارنس سوانسون (بالإنجليزية: Clarence Swanson)‏ هو لاعب كرة قدم أمريكية أمريكي، ولد في 15 مارس 1898 في ويكفيلد في الولايات المتحدة، وتوفي في 3 ديسمبر 1970 في لنكن في الولايات المتحدة.